# Perilitus pertinax
Perilitus pertinax är en stekelart som beskrevs av De Saeger 1946. Perilitus pertinax ingår i släktet Perilitus och familjen bracksteklar. Inga underarter finns listade i Catalogue of Life.